# Box na Letních olympijských hrách 1908
Box na Letních olympijských hrách 1908.

## Medailisté

### Muži
| Kategorie                  | Zlato                                  | Stříbro                                  | Bronz                                  |
| -------------------------- | -------------------------------------- | ---------------------------------------- | -------------------------------------- |
| Bantamová váha (– 52,6 kg) | Henry Thomas · Velká Británie (GBR)    | John Condon · Velká Británie (GBR)       | William Webb · Velká Británie (GBR)    |
| Pérová váha (– 57,2 kg)    | Richard Gunn · Velká Británie (GBR)    | Charles Morris · Velká Británie (GBR)    | Hugh Roddin · Velká Británie (GBR)     |
| Lehká váha (– 63,5 kg)     | Frederick Grace · Velká Británie (GBR) | Frederick Spiller · Velká Británie (GBR) | Harry Johnson · Velká Británie (GBR)   |
| Střední váha (– 71,7 kg)   | Johnny Douglas · Velká Británie (GBR)  | Reginald Baker · Australasie (ANZ)       | William Philo · Velká Británie (GBR)   |
| Těžká váha (+ 71,7 kg)     | Albert Oldman · Velká Británie (GBR)   | Sydney Evans · Velká Británie (GBR)      | Frederick Parks · Velká Británie (GBR) |

## Přehled medailí podle zemí
| Pořadí | Země           | Zlato | Stříbro | Bronz | Celkově |
| ------ | -------------- | ----- | ------- | ----- | ------- |
| 1.     | Velká Británie | 5     | 4       | 5     | 14      |
| 2.     | Australasie    | 0     | 1       | 0     | 1       |